# Nya Zeeland i olympiska sommarspelen 2012
Nya Zeeland deltog i de olympiska sommarspelen 2012 som ägde rum i London i Storbritannien mellan den 27 juli och den 12 augusti 2012.

## Medaljörer (urval)
| Medalj | Namn                                                                       | Sport    | Gren                      |
| ------ | -------------------------------------------------------------------------- | -------- | ------------------------- |
| Guld   | Nathan Cohen Joseph Sullivan                                               | Rodd     | Herrarnas dubbelsculler   |
| Brons  | Andrew Nicholson Jonathan Paget Mark Todd Caroline Powell Jonelle Richards | Ridsport | Lagtävlingen i fälttävlan |

## Boxning
- Huvudartikel: Boxning vid olympiska sommarspelen 2012

Herrar
| Boxare | Gren | Sextondelsfinal      | Åttondelsfinal       | Kvartsfinal          | Semifinal            | Final                | Final     |
| Boxare | Gren | Motståndare Resultat | Motståndare Resultat | Motståndare Resultat | Motståndare Resultat | Motståndare Resultat | Placering |
| ------ | ---- | -------------------- | -------------------- | -------------------- | -------------------- | -------------------- | --------- |

Damer
| Boxare           | Gren     | Åttondelsfinal        | Kvartsfinal           | Semifinal            | Final                | Final            |
| Boxare           | Gren     | Motståndare Resultat  | Motståndare Resultat  | Motståndare Resultat | Motståndare Resultat | Placering        |
| ---------------- | -------- | --------------------- | --------------------- | -------------------- | -------------------- | ---------------- |
| Siona Fernandez  | Flugvikt | Petrova (BUL) L 11–23 | Gick inte vidare      | Gick inte vidare     | Gick inte vidare     | Gick inte vidare |
| Alexis Pritchard | Lättvikt | Jouini (TUN) W 15–10  | Otjigava (RUS) L 4–22 | Gick inte vidare     | Gick inte vidare     | Gick inte vidare |

## Cykling
- Huvudartikel: Cykling vid olympiska sommarspelen 2012

### Landsväg
| Cyklist         | Gren                | Tid      | Placering |
| --------------- | ------------------- | -------- | --------- |
| Jack Bauer      | Herrarnas linjelopp | 5:46:05  | 10        |
| Jack Bauer      | Herrarnas tempolopp | 54:54.16 | 19        |
| Greg Henderson  | Herrarnas linjelopp | Avbröt   | Avbröt    |
| Linda Villumsen | Damernas linjelopp  | 3:35:56  | 18        |
| Linda Villumsen | Damernas tempolopp  | 37:59.18 | 4         |

### Bana
Sprint
| Cyklist                                            | Gren                | Kvalomgång           | Kvalomgång | Omgång 1                         | Återkval 1                                        | Omgång 2                         | Återkval 2                                        | Final                                                   | Final            |
| Cyklist                                            | Gren                | Tid Hastighet (km/h) | Placering  | Motståndare Tid Hastighet (km/h) | Motståndare Tid Hastighet (km/h)                  | Motståndare Tid Hastighet (km/h) | Motståndare Tid Hastighet (km/h)                  | Motståndare Tid Hastighet (km/h)                        | Placering        |
| -------------------------------------------------- | ------------------- | -------------------- | ---------- | -------------------------------- | ------------------------------------------------- | -------------------------------- | ------------------------------------------------- | ------------------------------------------------------- | ---------------- |
| Edward Dawkins                                     | Herrarnas sprint    | 10.201 70.581km/h    | 9          | Phillip (TRI) L                  | Canelón (VEN) L                                   | Gick inte vidare                 | Gick inte vidare                                  | Gick inte vidare                                        | Gick inte vidare |
| Edward Dawkins Ethan Mitchell Simon van Velthooven | Herrarnas lagsprint | 44.175 61.120km/h    | 7          | Frankrike L 43.495 62.076 km/h   | i.u.                                              | Gick inte vidare                 | Gick inte vidare                                  | Gick inte vidare                                        | Gick inte vidare |
| Natasha Hansen                                     | Damernas sprint     | 11.241               | 9          | Shulika (UKR) L                  | Gaviria (COL) Gnidenko (RUS) W 11.882 60.595 km/h | Guo S (CHN) L                    | Panarina (BLR) Sullivan (CAN) W 11.443 62.920km/h | 9–12:e plats Kanis (NED) Lee W S (HKG) Sullivan (CAN) L | 12               |

Förföljelse
| Cyklist                                                     | Gren                     | Kvalomgång | Kvalomgång | Semifinaler          | Semifinaler | Final                                | Final     |
| Cyklist                                                     | Gren                     | Tid        | Placering  | Motståndare Resultat | Placering   | Motståndare Resultat                 | Placering |
| ----------------------------------------------------------- | ------------------------ | ---------- | ---------- | -------------------- | ----------- | ------------------------------------ | --------- |
| Sam Bewley Aaron Gate Westley Gough Marc Ryan Jesse Sergent | Herrarnas lagförföljelse | 3:57.607   | 3 Q        | Australien 3:56.442  | 3 Q         | Bronslopp Ryssland W 3:55.952        | 3         |
| Rushlee Buchanan Lauren Ellis Jaime Nielsen Alison Shanks   | Damernas lagförföljelse  | 3:20.421   | 5 Q        | Belarus 3:18.514     | 1 Q         | 5–6:e plats Nederländerna W 3:19.351 | 5         |

Keirin
| Cyklist              | Gren             | Omgång 1  | Återkval  | Omgång 2  | Final     |
| Cyklist              | Gren             | Placering | Placering | Placering | Placering |
| -------------------- | ---------------- | --------- | --------- | --------- | --------- |
| Simon van Velthooven | Herrarnas keirin | 2 Q       | BYE       | 2 Q       | 3         |
| Natasha Hansen       | Damernas keirin  | 3 R       | 2 Q       | 5         | 11        |

R=Repechage
Omnium
| Cyklist        | Gren             | Flygande varv | Flygande varv | Poänglopp | Poänglopp | Elimineringslopp | Förföljelse | Förföljelse | Scratch   | Tidskval | Tidskval  | Total poäng | Placering |
| Cyklist        | Gren             | Tid           | Placering     | Poäng     | Placering | Placering        | Tid         | Placering   | Placering | Tid      | Placering | Total poäng | Placering |
| -------------- | ---------------- | ------------- | ------------- | --------- | --------- | ---------------- | ----------- | ----------- | --------- | -------- | --------- | ----------- | --------- |
| Shane Archbold | Herrarnas omnium | 13.112        | 2             | 3         | 15        | 6                | 4:26.581    | 6           | 13        | 1:03.290 | 6         | 48          | 7         |
| Jo Kiesanowski | Damernas omnium  | 14.924        | 16            | 22        | 7         | 7                | 3:44.971    | 11          | 7         | 36.360   | 7         | 55          | 7         |

### Mountainbike
| Cyklist      | Gren                   | Tid           | Placering     |
| ------------ | ---------------------- | ------------- | ------------- |
| Sam Bewley   | Herrarnas mountainbike | Startade inte | Startade inte |
| Karen Hanlen | Damernas mountainbike  | 1:37:54       | 18            |

### BMX
| Idrottare    | Gren          | Seedning | Seedning  | Kvartsfinal | Kvartsfinal | Semifinal        | Semifinal        | Final            | Final            |
| Idrottare    | Gren          | Resultat | Placering | Poäng       | Placering   | Poäng            | Placering        | Resultat         | Placering        |
| ------------ | ------------- | -------- | --------- | ----------- | ----------- | ---------------- | ---------------- | ---------------- | ---------------- |
| Kurt Pickard | Herrarnas BMX | 39.057   | 16        | 31          | 7           | Gick inte vidare | Gick inte vidare | Gick inte vidare | Gick inte vidare |
| Marc Willers | 38.687        | 10       | 4         | 1 Q         | 26          | 8                | Gick inte vidare | Gick inte vidare |                  |
| Sarah Walker | Damernas BMX  | 38.644   | 2         | i.u.        | i.u.        | 12               | 4 Q              | 38.133           | 2                |

## Fotboll
- Huvudartikel: Fotboll vid olympiska sommarspelen 2012
- Herrar

Tränare:  Neil Emblen
| Nr | Pos. | Namn                | Födelsedatum (ålder)      | Matcher | Mål |             | Klubb                   |
| -- | ---- | ------------------- | ------------------------- | ------- | --- | ----------- | ----------------------- |
| 1  | MV   | Jake Gleeson        | 26 juni 1990 (22 år)      | 3       | 0   | USA         | Portland Timbers        |
| 2  | F    | Tim Payne           | 10 januari 1994 (18 år)   | 0       | 0   | England     | Blackburn Rovers FC     |
| 3  | F    | Ian Hogg            | 15 december 1989 (22 år)  | 9       | 0   | Nya Zeeland | Auckland City           |
| 4  | F    | Tim Myers           | 17 september 1990 (21 år) | 2       | 0   | Nya Zeeland | Waitakere United        |
| 5  | F    | Tommy Smith         | 31 mars 1990 (22 år)      | 0       | 0   | England     | Ipswich Town FC         |
| 6  | F    | Ryan Nelsen*        | 18 oktober 1977 (34 år)   | 2       | 0   | England     | Queens Park Rangers     |
| 7  | A    | Kosta Barbarouses   | 19 februari 1990 (22 år)  | 5       | 4   | Grekland    | Panathinaikos FC        |
| 8  | MF   | Michael McGlinchey* | 7 januari 1987 (25 år)    | 0       | 0   | Australien  | Central Coast Mariners  |
| 9  | A    | Shane Smeltz*       | 29 september 1981 (30 år) | 5       | 7   | Australien  | Perth Glory             |
| 10 | A    | Chris Wood          | 7 december 1991 (20 år)   | 0       | 0   | England     | West Bromwich Albion FC |
| 11 | MF   | Marco Rojas         | 5 november 1991 (20 år)   | 0       | 0   | Australien  | Melbourne Victory       |
| 12 | F    | Adam Thomas         | 1 april 1992 (20 år)      | 4       | 0   | Nya Zeeland | Waikato                 |
| 13 | MF   | Alex Feneridis      | 13 november 1989 (22 år)  | 4       | 0   | Nya Zeeland | Auckland City           |
| 14 | F    | James Musa          | 1 april 1992 (20 år)      | 4       | 2   | Nya Zeeland | Team Wellington         |
| 15 | MF   | Cameron Howieson    | 22 december 1994 (17 år)  | 0       | 0   | England     | Burnley FC              |
| 16 | A    | Dakota Lucas        | 26 juni 1991 (21 år)      | 4       | 0   | Australien  | Sunshine Coast FC       |
| 17 | MF   | Adam McGeorge       | 30 mars 1989 (23 år)      | 3       | 0   | Nya Zeeland | Auckland City           |
| 18 | MV   | Michael O'Keeffe    | 9 augusti 1990 (21 år)    | 1       | 0   | USA         | Fairfield University    |

Gruppspel
| Nr | Lag         | S | V | O | F | GM | IM | MS | P |
| -- | ----------- | - | - | - | - | -- | -- | -- | - |
| 1  | Brasilien   | 3 | 3 | 0 | 0 | 9  | 3  | +6 | 9 |
| 2  | Egypten     | 3 | 1 | 1 | 1 | 6  | 5  | +1 | 4 |
| 3  | Vitryssland | 3 | 1 | 0 | 2 | 3  | 6  | −3 | 3 |
| 4  | Nya Zeeland | 3 | 0 | 1 | 2 | 1  | 5  | −4 | 1 |

| 6 | 26 juli, 19:45 | Vitryssland U23 | 1 – 0 | Nya Zeeland U23 | City of Coventry Stadium |  |
|   |                |                 |       |                 |                          |  |
|   |                |                 |       |                 |                          |  |
|   |                |                 |       |                 |                          |  |

| 11 | 29 juli, 12:00 | Egypten U23 | 1 – 1 | Nya Zeeland U23 | Old Trafford, Manchester |  |
|    |                |             |       |                 |                          |  |
|    |                |             |       |                 |                          |  |
|    |                |             |       |                 |                          |  |

| 17 | 1 augusti, 14:30 | Brasilien U23 | 3 – 0 | Nya Zeeland U23 | St James' Park, Newcastle |  |
|    |                  |               |       |                 |                           |  |
|    |                  |               |       |                 |                           |  |
|    |                  |               |       |                 |                           |  |

- Damer

Coach:  Tony Readings
| Nr | Pos. | Namn              | Födelsedatum (ålder)     | Matcher | Mål |             | Klubb              |
| -- | ---- | ----------------- | ------------------------ | ------- | --- | ----------- | ------------------ |
| 1  | MV   | Jenny Bindon      | 25 februari 1973 (39 år) | 69      | 0   | Nya Zeeland | Hibiscus Coast     |
| 2  | F    | Ria Percival      | 7 december 1989 (22 år)  | 70      | 8   | Tyskland    | FFC Frankfurt      |
| 3  | F    | Anna Green        | 20 augusti 1990 (21 år)  | 50      | 6   | Tyskland    | Lokomotive Leipzig |
| 4  | MF   | Katie Hoyle       | 1 februari 1988 (24 år)  | 62      | 1   | Tyskland    | Bad Neuenahr       |
| 5  | F    | Abby Erceg        | 20 november 1989 (22 år) | 72      | 4   | Nya Zeeland | Fencibles United   |
| 6  | F    | Rebecca Smith (c) | 17 juni 1981 (31 år)     | 68      | 4   | Tyskland    | Wolfsburg          |
| 7  | F    | Ali Riley         | 30 oktober 1987 (24 år)  | 61      | 1   | Sverige     | Malmö              |
| 8  | MF   | Hayley Moorwood   | 13 februari 1984 (28 år) | 80      | 10  | England     | Chelsea LFC        |
| 9  | A    | Amber Hearn       | 28 november 1984 (27 år) | 59      | 30  | Tyskland    | Jena               |
| 10 | A    | Sarah Gregorius   | 6 augusti 1987 (24 år)   | 28      | 15  | Tyskland    | Bad Neuenahr       |
| 11 | MF   | Kirsty Yallop     | 4 november 1986 (25 år)  | 59      | 11  | Sverige     | Vittsjö            |
| 12 | MF   | Betsy Hassett     | 4 augusti 1990 (21 år)   | 38      | 4   | USA         | UC Berkeley        |
| 13 | A    | Rosie White       | 6 juni 1993 (19 år)      | 35      | 9   | USA         | UCLA               |
| 14 | F    | Kristy Hill       | 1 juli 1979 (33 år)      | 19      | 0   | Nya Zeeland | Eastern Suburbs    |
| 15 | F    | Rebekah Stott     | 17 juli 1993 (19 år)     | 3       | 0   | Australien  | Melbourne Victory  |
| 16 | MF   | Annalie Longo     | 1 juli 1991 (21 år)      | 42      | 0   | Nya Zeeland | Three Kings United |
| 17 | A    | Hannah Wilkinson  | 28 maj 1992 (20 år)      | 33      | 12  | Nya Zeeland | Glenfield Rovers   |
| 18 | MV   | Rebecca Rolls     | 22 augusti 1975 (36 år)  | 14      | 0   | Nya Zeeland | Fencibles United   |

Gruppspel
| Nr | Lag            | S | V | O | F | GM | IM | MS  | P |
| -- | -------------- | - | - | - | - | -- | -- | --- | - |
| 1  | Storbritannien | 3 | 3 | 0 | 0 | 5  | 0  | +5  | 9 |
| 2  | Brasilien      | 3 | 2 | 0 | 1 | 6  | 1  | +5  | 6 |
| 3  | Nya Zeeland    | 3 | 1 | 0 | 2 | 3  | 3  | 0   | 3 |
| 4  | Kamerun        | 3 | 0 | 0 | 3 | 1  | 11 | −10 | 0 |

| 1 | 25 juli, 16:00 | Storbritannien | 1 – 0 | Nya Zeeland | Millennium Stadium, Cardiff |  |
|   |                |                |       |             |                             |  |
|   |                |                |       |             |                             |  |
|   |                |                |       |             |                             |  |

| 8 | 28 juli, 14:30 | Nya Zeeland | 0 – 1 | Brasilien | Millennium Stadium, Cardiff |  |
|   |                |             |       |           |                             |  |
|   |                |             |       |           |                             |  |
|   |                |             |       |           |                             |  |

| 17 | 31 juli, 19:45 | Nya Zeeland | 3 – 1 | Kamerun | City of Coventry Stadium, Coventry |  |
|    |                |             |       |         |                                    |  |
|    |                |             |       |         |                                    |  |
|    |                |             |       |         |                                    |  |

Ranking av grupptreor
| Nr | Lag (grupp)     | S | V | O | F | GM | IM | MS | P |
| -- | --------------- | - | - | - | - | -- | -- | -- | - |
| 1  | Kanada (F)      | 3 | 1 | 1 | 1 | 6  | 4  | +2 | 4 |
| 2  | Nya Zeeland (E) | 3 | 1 | 0 | 2 | 3  | 3  | 0  | 3 |
| 3  | Nordkorea (G)   | 3 | 1 | 0 | 2 | 2  | 6  | −4 | 3 |

Slutspel
| 20 | 3 augusti, 14:30 | USA | 2 – 0 | Nya Zeeland | St James' Park, Newcastle |  |
|    |                  |     |       |             |                           |  |
|    |                  |     |       |             |                           |  |
|    |                  |     |       |             |                           |  |

## Friidrott
Förkortningar
- Notera – Placeringar gäller endast den tävlandes eget heat
- Q = Kvalificerade sig till nästa omgång via placering
- q = Kvalificerade sig på tid eller, i fältgrenarna, på placering utan att ha nått kvalgränsen
- NR = Nationellt rekord
- N/A = Omgången inte möjlig i grenen
- Bye = Idrottaren behövde inte delta i omgången

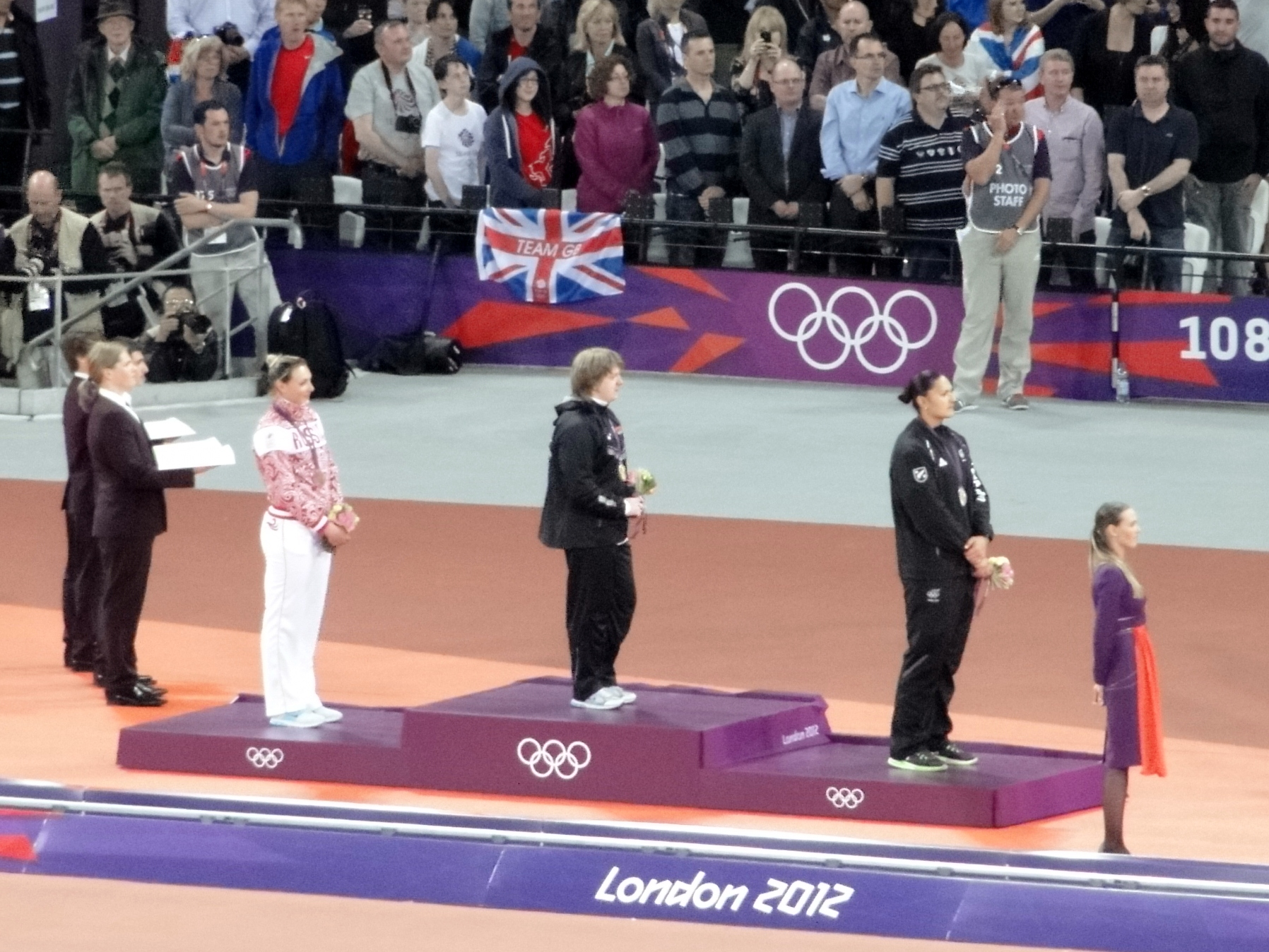
Shot put medaljceremoni (l-r) Jevgenija Kolodko, Nadzeja Ostaptjuk, Valerie Adams

Herrar
Bana och väg
| Resultat    | Placering | Resultat    | Placering | Resultat | Placering | 50 km gång | i.u.    | i.u. | i.u. | i.u. | 3:55:03 | 30 |
| Nick Willis | 1 500 m   | Quentin Rew | 3:40.92   | 1 Q      | 3:34.70   | 3 Q        | 3:36.94 | 9    |      |      |         |    |

Fältgrenar
| Idrottare       | Gren          | Kval  | Kval      | Final | Final     |
| Idrottare       | Gren          | Längd | Placering | Längd | Placering |
| --------------- | ------------- | ----- | --------- | ----- | --------- |
| Stuart Farquhar | Spjutkastning | 82.32 | 3 Q       | 80.22 | 9         |

Kombinerade grenar – Tiokamp
| Idrottare     | Gren     | 100 m | LJ   | SP    | HJ   | 400 m | 110H  | DT    | PV   | JT    | 1500 m  | Final | Placering |
| ------------- | -------- | ----- | ---- | ----- | ---- | ----- | ----- | ----- | ---- | ----- | ------- | ----- | --------- |
| Brent Newdick | Resultat | 11.10 | 7.36 | 15.09 | 1.96 | 50.22 | 15.02 | 46.15 | 4.70 | 59.82 | 4:38.20 | 7988  | 12        |
| Brent Newdick | Poäng    | 838   | 900  | 795   | 767  | 804   | 847   | 791   | 819  | 735   | 692     | 7988  | 12        |

Damer
Bana och väg
| Idrottare      | Event   | Heat     | Heat      | Kvartsfinal | Kvartsfinal | Semifinal        | Semifinal        | Final    | Final     |
| Idrottare      | Event   | Resultat | Placering | Resultat    | Placering   | Resultat         | Placering        | Resultat | Placering |
| -------------- | ------- | -------- | --------- | ----------- | ----------- | ---------------- | ---------------- | -------- | --------- |
| Lucy van Dalen | 1 500 m | 4:07.04  | 8 q       | 4:06.97     | 11          | Gick inte vidare | Gick inte vidare |          |           |
| Kim Smith      | Maraton | i.u.     | i.u.      | i.u.        | i.u.        | i.u.             | i.u.             | 2:26:59  | 15        |

Fältgrenar
| Idrottare     | Gren        | Kval  | Kval      | Final | Final     |
| Idrottare     | Gren        | Längd | Placering | Längd | Placering |
| ------------- | ----------- | ----- | --------- | ----- | --------- |
| Valerie Adams | Kulstötning | 20.40 | 1 Q       | 20.70 | 1         |

Kombinerade grenar – Sjukamp
| Idrottare    | Gren     | 100H  | HJ   | SP    | 200 m | LJ   | JT    | 800 m   | Final | Placering |
| ------------ | -------- | ----- | ---- | ----- | ----- | ---- | ----- | ------- | ----- | --------- |
| Sarah Cowley | Resultat | 13.95 | 1.80 | 12.37 | 25.60 | 6.00 | 41.90 | 2:19.01 | 5873  | 26        |
| Sarah Cowley | Poäng    | 985   | 978  | 686   | 833   | 850  | 704   | 837     | 5873  | 26        |

## Judo
Damer
| Idrottare         | Gren                | Sextondelsfinal          | Åttondelsfinal       | Kvartsfinal          | Semifinal            | Återkval             | Bronsmatch           | Final                | Final            |
| Idrottare         | Gren                | Motståndare Resultat     | Motståndare Resultat | Motståndare Resultat | Motståndare Resultat | Motståndare Resultat | Motståndare Resultat | Motståndare Resultat | Placering        |
| ----------------- | ------------------- | ------------------------ | -------------------- | -------------------- | -------------------- | -------------------- | -------------------- | -------------------- | ---------------- |
| Moira de Villiers | Mellanvikt (-70 kg) | Thiele (GER) L 0002–0010 | Gick inte vidare     | Gick inte vidare     | Gick inte vidare     | Gick inte vidare     | Gick inte vidare     | Gick inte vidare     | Gick inte vidare |

## Kanotsport
Slalom
| Kanotist       | Gren                | Omgång 1 | Omgång 1  | Omgång 1 | Omgång 1  | Omgång 1 | Omgång 1  | Semifinal | Semifinal | Final            | Final            |
| Kanotist       | Gren                | Omgång 1 | Placering | Omgång 2 | Placering | Bästa    | Placering | Tid       | Placering | Tid              | Placering        |
| -------------- | ------------------- | -------- | --------- | -------- | --------- | -------- | --------- | --------- | --------- | ---------------- | ---------------- |
| Michael Dawson | Herrarnas K1 slalom | 90.12    | 8         | 88.58    | 6         | 88.58    | 8 Q       | 207.63    | 15        | Gick inte vidare | Gick inte vidare |
| Luuka Jones    | Damernas K1 slalom  | 109.23   | 10        | 258.69   | 20        | 109.23   | 15 Q      | 121.41    | 14        | Gick inte vidare | Gick inte vidare |

Sprint
| Kanotist                          | Gren                | Heat     | Heat      | Semifinal | Semifinal | Final    | Final     |
| Kanotist                          | Gren                | Tid      | Placering | Tid       | Placering | Tid      | Placering |
| --------------------------------- | ------------------- | -------- | --------- | --------- | --------- | -------- | --------- |
| Lisa Carrington                   | Damernas K1 200 m   | 41.401   | 2 Q       | 40.528 OB | 1 FA      | 44.638   | 1         |
| Teneale Hatton                    | Damernas K1 500 m   | 1:56.741 | 6 Q       | 1:54.504  | 5 FB      | 1:56.103 | 15        |
| Lisa Carrington Erin Taylor       | Damernas K2 500 m   | 1:44.870 | 3 Q       | 1:42.764  | 4 FA      | 1:46.290 | 7         |
| Ben Fouhy                         | Herrarnas K1 1000 m | 3:35.610 | 2 Q       | 3:32.572  | 6 FB      | 3:34.710 | 14        |
| Steven Ferguson Darryl Fitzgerald | Herrarnas K2 1000 m | 3:16.608 | 4 Q       | 3:15.307  | 3 FA      | 3:12.117 | 7         |

## Landhockey
Herrar
Coach: Shane McLeod
| 1. Nicholas Haig 2. Andy Hayward 3. Simon Child 4. Blair Hopping 5. Dean Couzins (C) 6. Blair Hilton 7. Ryan Archibald 8. Bradley Shaw | 1. Kyle Pontifex (GK) 2. Phillip Burrows 3. Shea McAleese 4. Stephen Jenness 5. Richard Petherick 6. Hugo Inglis 7. Steve Edwards 8. Nicholas Wilson |

Reserver:
- Hamish McGregor (GK)
- Arun Panchia

Gruppspel
| Nr | Lag           | S | V | O | F | GM | IM | MS  | P  |
| -- | ------------- | - | - | - | - | -- | -- | --- | -- |
| 1  | Nederländerna | 5 | 5 | 0 | 0 | 18 | 7  | +11 | 15 |
| 2  | Tyskland      | 5 | 3 | 1 | 1 | 14 | 11 | +3  | 10 |
| 3  | Belgien       | 5 | 2 | 1 | 2 | 8  | 7  | +1  | 7  |
| 4  | Sydkorea      | 5 | 2 | 0 | 3 | 9  | 8  | +1  | 6  |
| 5  | Nya Zeeland   | 5 | 1 | 2 | 2 | 10 | 14 | −4  | 5  |
| 6  | Indien        | 5 | 0 | 0 | 5 | 6  | 18 | −12 | 0  |

Damer
Coach: Mark Hager
| 1. Kayla Sharland 2. Emily Naylor (C) 3. Krystal Forgesson 4. Katie Glynn 5. Alana Millington 6. Ella Gunson 7. Samantha Charlton 8. Clarissa Eshuis | 1. Samantha Harrison 2. Cathryn Finlayson 3. Gemma Flynn 4. Charlotte Harrison 5. Melody Cooper 6. Bianca Russell (GK) 7. Stacey Michelsen 8. Anita Punt |

Reserver:
- Julia King
- Sally Rutherford (GK)

Gruppspel
| Nr | Lag         | S | V | O | F | GM | IM | MS | P  |
| -- | ----------- | - | - | - | - | -- | -- | -- | -- |
| 1  | Argentina   | 5 | 3 | 1 | 1 | 12 | 4  | +8 | 10 |
| 2  | Nya Zeeland | 5 | 3 | 1 | 1 | 9  | 5  | +4 | 10 |
| 3  | Australien  | 5 | 3 | 1 | 1 | 5  | 2  | +3 | 10 |
| 4  | Tyskland    | 5 | 2 | 1 | 2 | 6  | 7  | −1 | 7  |
| 5  | Sydafrika   | 5 | 1 | 0 | 4 | 9  | 14 | −5 | 3  |
| 6  | USA         | 5 | 1 | 0 | 4 | 4  | 13 | −9 | 3  |

Slutspel
|  | Semifinaler            | Semifinaler    |   |                 | Final           | Final |  |
|  |                        |                |   |                 |                 |       |  |
|  | 8 augusti 2012         |                |   |                 |                 |       |  |
|  | Nederländerna (p.s.o.) | 2 (3)          |   |                 |                 |       |  |
|  | Nya Zeeland            | 2 (1)          |   |                 |                 |       |  |
|  |                        |                |   |                 |                 |       |  |
|  |                        |                |   |                 | 10 augusti 2012 |       |  |
|  |                        |                |   |                 | Nederländerna   | 2     |  |
|  |                        | Argentina      | 0 |                 |                 |       |  |
|  |                        |                |   |                 |                 |       |  |
|  |                        |                |   |                 |                 |       |  |
|  |                        |                |   |                 | Bronsmatch      |       |  |
|  | 8 augusti 2012         | 8 augusti 2012 |   | 10 augusti 2012 | 10 augusti 2012 |       |  |
|  | Argentina              | 2              |   | Nya Zeeland     | 1               |       |  |
|  | Storbritannien         | 1              |   |                 | Storbritannien  | 3     |  |

## Ridsport

### Dressyr
| Ryttare     | Häst      | Grand Prix | Grand Prix | Grand Prix Special | Grand Prix Special | Grand Prix Freestyle | Grand Prix Freestyle | Placering |
| Ryttare     | Häst      | Poäng      | Placering  | Poäng              | Placering          | Poäng                | Placering            | Placering |
| ----------- | --------- | ---------- | ---------- | ------------------ | ------------------ | -------------------- | -------------------- | --------- |
| Louisa Hill | Antonello | 65,258     | 48         | Ej kvalificerad    | Ej kvalificerad    | Ej kvalificerad      | Ej kvalificerad      | 48        |

### Fälttävlan
| Tävlande                                                                   | Häst            | Gren        | Dressyr | Dressyr   | Terrängbana | Terrängbana | Hoppning | Hoppning  | Hoppning        | Hoppning        | Totalt | Totalt    |
| Tävlande                                                                   | Häst            | Gren        | Dressyr | Dressyr   | Terrängbana | Terrängbana | Kval     | Kval      | Final           | Final           | Totalt | Totalt    |
| Tävlande                                                                   | Häst            | Gren        | Straff  | Placering | Straff      | Placering   | Straff   | Placering | Straff          | Placering       | Straff | Placering |
| -------------------------------------------------------------------------- | --------------- | ----------- | ------- | --------- | ----------- | ----------- | -------- | --------- | --------------- | --------------- | ------ | --------- |
| Andrew Nicholson                                                           | Nereo           | Individuell | 45      | 21        | 0           | 9           | 0        | 6         | 4               | 4               | 49     | 4         |
| Jonathan Paget                                                             | Clifton Promise | Individuell | 44,1    | 17        | 4,8         | 14          | 8,8      | 20        | 1               | 10              | 53,9   | 10        |
| Mark Todd                                                                  | Campino         | Individuell | 39,1    | 3         | 0,4         | 3           | 7        | 7         | 8               | 12              | 54,5   | 12        |
| Caroline Powell                                                            | Lenamore        | Individuell | 52,2    | 43        | 1,6         | 24          | 4        | 21        | ej kvalificerad | ej kvalificerad | 57,8   | 29        |
| Jonelle Richards                                                           | Flintstar       | Individuell | 56,7    | 55        | 6           | 31          | 9        | 30        | ej kvalificerad | ej kvalificerad | 71,7   | 32        |
| Andrew Nicholson Jonathan Paget Mark Todd Caroline Powell Jonelle Richards | som ovan        | Lag         | 128,2   | 4         | 133,4       | 4           | 144,4    | 3         | i.u.            | i.u.            | 144,4  | 3         |

## Rodd
Herrar
| Idrottare                                           | Gren                    | Heat       | Heat      | Återkval | Återkval  | Kvartsfinal | Kvartsfinal | Semifinal | Semifinal | Final   | Final     | Final |
| Idrottare                                           | Gren                    | Tid        | Placering | Tid      | Placering | Tid         | Placering   | Tid       | Placering | Tid     | Placering |       |
| --------------------------------------------------- | ----------------------- | ---------- | --------- | -------- | --------- | ----------- | ----------- | --------- | --------- | ------- | --------- | ----- |
| Mahé Drysdale                                       | Singelsculler           | 6:49,69    | 1 QF      | BYE      | BYE       | 6:54,86     | 1 SA/B      | 7:18,11   | 1 FA      | 6:57,82 | 1         |       |
| Hamish Bond Eric Murray                             | Tvåa utan styrman       | 6:08,50 VR | 1 SA/B    | BYE      | BYE       | i.u.        | i.u.        | 6:48,11   | 1 FA      | 6:16,65 | 1         |       |
| Nathan Cohen Joseph Sullivan                        | Dubbelsculler           | 6:11,30 OR | 1 SA/B    | BYE      | BYE       | i.u.        | i.u.        | 6:19,79   | 3 FA      | 6:31,67 | 1         |       |
| Peter Taylor Storm Uru                              | Lättvikts-dubbelsculler | 6:37,02    | 2 SA/B    | BYE      | BYE       | i.u.        | i.u.        | 6:36,71   | 3 FA      | 6:40,86 | 3         |       |
| Chris Harris Sean O'Neill Jade Uru Tyson Williams   | Fyra utan styrman       | 5:51,84    | 4 R       | 6:03,66  | 2 SA/B    | i.u.        | i.u.        | 6:06,36   | 4 FB      | 6:11,97 | 11        |       |
| Michael Arms Robbie Manson ohn Storey Matthew Trott | Scullerfyra             | 5:41,62    | 4 R       | 5:43,82  | 1 SA/B    | i.u.        | i.u.        | 6:10,95   | 4 FB      | 5:58,88 | 7         |       |

Damer
| Idrottare                                              | Gren                    | Heat    | Heat      | Återkval | Återkval  | Kvartsfinal | Kvartsfinal | Semifinal | Semifinal | Final   | Final     | Final |
| Idrottare                                              | Gren                    | Tid     | Placering | Tid      | Placering | Tid         | Placering   | Tid       | Placering | Tid     | Placering |       |
| ------------------------------------------------------ | ----------------------- | ------- | --------- | -------- | --------- | ----------- | ----------- | --------- | --------- | ------- | --------- | ----- |
| Emma Twigg                                             | Singelsculler           | 7:40,24 | 4 QF      | BYE      | BYE       | 7:39,07     | 5 SA/B      | 7:46,71   | 3 FA      | 8:01,76 | 4         |       |
| Juliette Haigh Rebecca Scown                           | Tvåa utan styrman       | 7:06,93 | 2 FA      | BYE      | BYE       | i.u.        | i.u.        | i.u.      | i.u.      | 7:30,19 | 3         |       |
| Fi Paterson Anna Reymer                                | Dubbelsculler           | 6:49,44 | 2 FA      | BYE      | BYE       | i.u.        | i.u.        | i.u.      | i.u.      | 7:09,82 | 5         |       |
| Louise Ayling Julia Edward                             | Lättvikts-dubbelsculler | 7:02,78 | 3 R       | 7:21,29  | 2 SA/B    | i.u.        | i.u.        | 7:15,06   | 5 FB      | 7:22,78 | 9         |       |
| Fiona Bourke Sarah Gray Eve MacFarlane Louise Trappitt | Scullerfyra             | 6:20,22 | 3 R       | 6:48,71  | 6 FB      | i.u.        | i.u.        | i.u.      | i.u.      | 6:56,46 | 7         |       |

## Segling
Herrar
| Seglare                         | Gren      | Lopp   | Lopp | Lopp | Lopp | Lopp | Lopp | Lopp | Lopp | Lopp | Lopp | Lopp | Summerad poäng | Finalplacering |
| Seglare                         | Gren      | 1      | 2    | 3    | 4    | 5    | 6    | 7    | 8    | 9    | 10   | M*   | Summerad poäng | Finalplacering |
| ------------------------------- | --------- | ------ | ---- | ---- | ---- | ---- | ---- | ---- | ---- | ---- | ---- | ---- | -------------- | -------------- |
| JP Tobin                        | RS:X      | 15     | 4    | 3    | 7    | 8    | 8    | 12   | 6    | 17   | 17   | 16   | 96             | 7              |
| Andrew Murdoch                  | Laser     | 12     | 8    | 17   | 18   | 1    | 7    | 13   | 15   | 3    | 3    | 8    | 87             | 5              |
| Dan Slater                      | Finnjolle | 7      | 11   | 1    | 6    | 17   | 11   | 6    | 15   | 8    | 14   | 4    | 83             | 7              |
| Paul Snow-Hansen Jason Saunders | 470       | 28 DSQ | 3    | 5    | 4    | 16   | 3    | 7    | 9    | 13   | 12   | 14   | 86             | 5              |
| Hamish Pepper Jim Turner        | Starbåt   | 15     | 7    | 1    | 13   | 6    | 5    | 9    | 8    | 8    | 9    | 4    | 70             | 5              |

M = Medaljlopp; EL = Eliminerad – gick inte vidare till medaljloppet;
Damer
| Seglare               | Gren         | Lopp | Lopp | Lopp | Lopp | Lopp | Lopp | Lopp | Lopp | Lopp   | Lopp | Lopp | Summerad poäng | Finalplacering |
| Seglare               | Gren         | 1    | 2    | 3    | 4    | 5    | 6    | 7    | 8    | 9      | 10   | M*   | Summerad poäng | Finalplacering |
| --------------------- | ------------ | ---- | ---- | ---- | ---- | ---- | ---- | ---- | ---- | ------ | ---- | ---- | -------------- | -------------- |
| Sara Winther          | Laser radial | 31   | 23   | 21   | 15   | 35   | 31   | 9    | 11   | 42 BFD | 9    | EL   | 185            | 20             |
| Jo Aleh Olivia Powrie | 470          | 2    | 6    | 2    | 5    | 10   | 4    | 1    | 1    | 2      | 18   | 2    | 35             | 1              |

M = Medaljlopp; EL = Eliminerad – gick inte vidare till medaljloppet;
Match racing
| Seglare                                  | Gren         | Inledande omgång | Inledande omgång | Inledande omgång | Inledande omgång | Inledande omgång | Inledande omgång | Inledande omgång | Inledande omgång | Inledande omgång | Inledande omgång | Inledande omgång | Placering | Utslagning       | Utslagning       | Utslagning       | Placering        |
| Seglare                                  | Gren         | Nederländerna    | Sverige          | Spanien          | Danmark          | Portugal         | Australien       | USA              | Storbritannien   | Frankrike        | Finland          | Ryssland         | Placering | Kvartsfinal      | Semifinal        | Final            | Placering        |
| ---------------------------------------- | ------------ | ---------------- | ---------------- | ---------------- | ---------------- | ---------------- | ---------------- | ---------------- | ---------------- | ---------------- | ---------------- | ---------------- | --------- | ---------------- | ---------------- | ---------------- | ---------------- |
| Jenna Hansen Steph Hazard Susannah Pyatt | Match racing | L                | W                | L                | W                | W                | L                | L                | W                | L                | L                | L                | 9         | Gick inte vidare | Gick inte vidare | Gick inte vidare | Gick inte vidare |

Öppen
| Seglare                  | Gren | Lopp | Lopp | Lopp | Lopp | Lopp | Lopp | Lopp | Lopp | Lopp | Lopp | Lopp | Lopp | Lopp | Lopp | Lopp | Lopp | Summerad poäng | Finalplacering |
| Seglare                  | Gren | 1    | 2    | 3    | 4    | 5    | 6    | 7    | 8    | 9    | 10   | 11   | 12   | 13   | 14   | 15   | M*   | Summerad poäng | Finalplacering |
| ------------------------ | ---- | ---- | ---- | ---- | ---- | ---- | ---- | ---- | ---- | ---- | ---- | ---- | ---- | ---- | ---- | ---- | ---- | -------------- | -------------- |
| Peter Burling Blair Tuke | 49er | 9    | 7    | 1    | 7    | 3    | 5    | 9    | 11   | 7    | 2    | 1    | 2    | 15   | 6    | 6    | 4    | 80             | 2              |

M = Medaljlopp; EL = Eliminerad – gick inte vidare till medaljloppet;

## Taekwondo
| Idrottare      | Gren             | Åttondelsfinaler       | Kvartsfinaler        | Semifinaer           | Återkval             | Bronsmatch           | Final                | Final            |
| Idrottare      | Gren             | Motståndare Resultat   | Motståndare Resultat | Motståndare Resultat | Motståndare Resultat | Motståndare Resultat | Motståndare Resultat | Placering        |
| -------------- | ---------------- | ---------------------- | -------------------- | -------------------- | -------------------- | -------------------- | -------------------- | ---------------- |
| Logan Campbell | Herrarnas −68 kg | Husarov (UKR) L 6–10   | Gick inte vidare     | Gick inte vidare     | Gick inte vidare     | Gick inte vidare     | Gick inte vidare     | Gick inte vidare |
| Vaughn Scott   | Herrarnas −80 kg | Crismanich (ARG) L 5–9 | Gick inte vidare     | Gick inte vidare     | Bahave (AFG) L 6–11  | Gick inte vidare     | Gick inte vidare     | Gick inte vidare |
| Robin Cheong   | Damernas −57 kg  | Wahba (EGY) L 6–17     | Gick inte vidare     | Gick inte vidare     | Gick inte vidare     | Gick inte vidare     | Gick inte vidare     | Gick inte vidare |

## Tennis
| Spelare         | Gren      | Omgång 1                 | Omgång 2          | Åttondelsfinaler  | Kvartsfinaler     | Semifinaler       | Final / BM        | Final / BM       |
| Spelare         | Gren      | Motståndare Poäng        | Motståndare Poäng | Motståndare Poäng | Motståndare Poäng | Motståndare Poäng | Motståndare Poäng | Placering        |
| --------------- | --------- | ------------------------ | ----------------- | ----------------- | ----------------- | ----------------- | ----------------- | ---------------- |
| Marina Erakovic | Damsingel | Wozniak (CAN) L 2–6, 1–6 | Gick inte vidare  | Gick inte vidare  | Gick inte vidare  | Gick inte vidare  | Gick inte vidare  | Gick inte vidare |

## Triathlon
| Triathlet      | Gren                | Simning (1,5 km) | Trans 1 | Cykling (40 km) | Trans 2 | Löpning (10 km) | Total tid | Placering |
| -------------- | ------------------- | ---------------- | ------- | --------------- | ------- | --------------- | --------- | --------- |
| Bevan Docherty | Herrarnas triathlon | 17:26            | 0:37    | 58:51           | 0:29    | 31:12           | 1:48:35   | 12        |
| Kris Gemmell   | Herrarnas triathlon | 17:26            | 0:37    | 58:48           | 0:30    | 31:31           | 1:48:52   | 15        |
| Ryan Sissons   | Herrarnas triathlon | 18:05            | 0:37    | 59:45           | 0:29    | 31:31           | 1:50:27   | 33        |
| Andrea Hewitt  | Damernas triathlon  | 19:28            | 0:42    | 1:05:26         | 0:30    | 34:30           | 2:00:36   | 6         |
| Kate McIlroy   | Damernas triathlon  | 19:31            | 0:41    | 1:05:26         | 0:36    | 35:14           | 2:01:28   | 10        |
| Nicky Samuels  | Damernas triathlon  | 19:46            | 0:40    | 1:07:00         | 0:32    | 36:50           | 2:04:48   | 35        |